# Église Saint-Étienne-du-Centre de Saint-Pierre de la Martinique
L'église Saint-Étienne-du-Centre de Saint-Pierre de la Martinique, anciennement église des Ursulines, était l'église paroissiale du quartier du Centre, située rue des Ursulines (actuelle rue Abbé Grégoire) à Saint-Pierre, dans l'île de la Martinique, du 8 août 1851 au 8 mai 1902, date de sa disparition à la suite de l'éruption de la montagne Pelée.

## Histoire
À l'origine, Saint-Pierre se divise en deux quartiers et paroisses. Le premier, que l'on appelle Saint-Pierre, commence au Fort Saint-Pierre et s'étend jusqu'à la batterie Saint-Nicolas (actuelle batterie d'Esnotz). Son église paroissiale dédiée à saint Pierre est desservie par les Jésuites. Ce quartier prend ensuite le nom de quartier du Fort. De la batterie Saint-Nicolas jusqu'à celle de Saint-Robert s'étend le quartier du Mouillage, dont la paroisse est desservie par les Dominicains. 
Le quartier Saint-Pierre comprend de l'autre côté de la rivière Roxelane un couvent d'Ursulines chargé de l'instruction des jeunes filles, établi par lettres patentes du Roi le 28 août 1681 et qui appartenait autrefois à des religieuses dominicaines qui s'y étaient établies par lettres patentes du Roi en décembre 1653. Cet établissement est doté d'une église en 1751 dont la première pierre est posée par le gouverneur Maximin de Bompar. Le couvent des Ursulines est déclarée bien national lors de la Révolution française en 1792 et le monastère et son église deviennent le local de la Société patriotique de Saint-Pierre où se réunissent les prêtres jureurs. L'occupation anglaise de la Martinique de 1794 à 1802 permet aux Ursulines de récupérer leur bien.
Les deux dernières Ursulines disparaissent vers 1825 et le couvent, son église et ses dépendances sont remis à disposition du gouvernement. Le couvent est transformé en caserne par le gouverneur de la Martinique, le comte de Bouillé, mais leur chapelle conserve sa destination première en devenant une succursale de la paroisse du Fort. Entre les deux quartiers du Fort et du Mouillage, se crée en 1827, le nouveau quartier du Centre, autour de l'ancienne église des Ursulines. Mais, faute d'entretien suffisant, l'église menace ruine rapidement. Le 26 octobre 1847, l'autorité civile défend d'y célébrer les offices et le bâtiment est fermé pour défaut de consolidation suffisante.
Monseigneur Le Herpeur, nouvel évêque de la Martinique, s'installe à Saint-Pierre en 1851 et ne tarde pas à voir l'intérêt que représente cette église pouvant contenir 900 personnes en vue de sa transformation en église paroissiale, après l'avoir réparée. Elle permettrait ainsi de créer une troisième paroisse à Saint-Pierre afin de répondre à l'augmentation de la population, l'église du Mouillage et celle du Fort étant devenues insuffisantes pour accueillir l'ensemble des fidèles. 
Grâce à l'influence de l'évêque, le gouverneur Vaillant prend l'arrêté suivant le 8 août 1851 : « Considérant que les deux églises du Mouillage et du Fort...sont insuffisantes pour les besoins spirituels de la population, que l'ancienne chapelle des Ursulines placée au centre de la ville peut avantageusement constituer une troisième paroisse...nous décrétons :
Article premier - L'église des Ursulines est érigée en succursale.
Article 2 - La nouvelle paroisse sera limitée au nord par la rivière du Fort, continuée par la rivière Madame ou Léandre jusqu'au troisième pont, au sud par la rue du Petit-Versailles prolongée par une ligne droite jusqu'à la rue Nationale à la limite qui sépare l'habitation Deguerre de l'habitation Belloncle ; à l'est par la petite rivière de Massias ou du Balisier jusqu'à la limite des habitations Lefèvre et Larochetière ; à l'ouest par la mer.
Article 5 - L'arrêté local du 26 octobre 1847 qui a prescrit la fermeture de l'église des Ursulines pour cause de sûreté publique continuera à recevoir son exécution jusqu’à la complète consolidation de l'église. »
Les travaux de restauration commencent immédiatement et huit mois plus tard, l'église paroissiale est livrée au culte le 16 mars 1852. Cette nouvelle paroisse est placée sous le vocable de Saint-Étienne, nom patronymique de l’évêque et du maire de Saint-Pierre. Son premier curé est l'abbé Augustin Lelièvre, jusqu'alors vicaire à l'église du Mouillage.
L'un de ses successeurs, l'abbé Eugène Maillard, agrandit l'église en 1878-1879 et l'embellit en la dotant d'autels, de lustres, de statues, de vitraux, d'orgues, de cloches et de tribunes.
L'église de Saint-Étienne-du-Centre est officiellement consacrée par Mgr. Julien Carméné le 31 janvier 1883, à l'occasion de la fête patronymique de l'évêque de la Martinique.
Le jeudi 8 mai 1902, l'église du Centre est pleine de fidèles venus assister à la messe de l'Ascension. Vers 8 h, elle est complètement rasée par la nuée ardente qui dévaste entièrement Saint-Pierre lors de l'éruption de la montagne Pelée, ne laissant que le soubassement de l'église et une cloche. Dans l'église, c'est une horrible hécatombe où des milliers de fidèles sont ensevelis. Beaucoup de Pierrotins du quartier du Centre y trouvent la mort, surpris dans leurs prières. Quelques jours plus tard sont encore visibles des bras décharnés tendus vers le ciel dans une ultime prière. Sur les marches de l'autel qui n'était pas endommagé gît le cadavre de l'abbé Bertot, revenu dans sa paroisse la veille de la catastrophe après une convalescence au Morne-Rouge. 

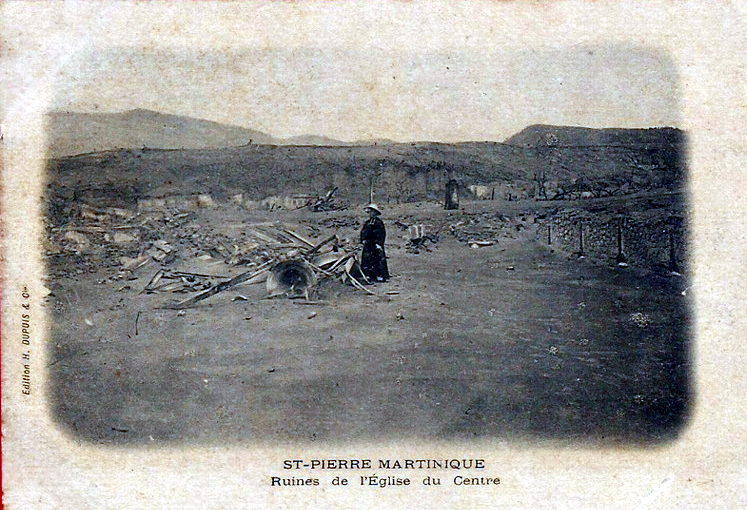
Ruines de l'église Saint-Étienne-du-Centre après l'éruption de la montagne Pelée du 8 mai 1902.
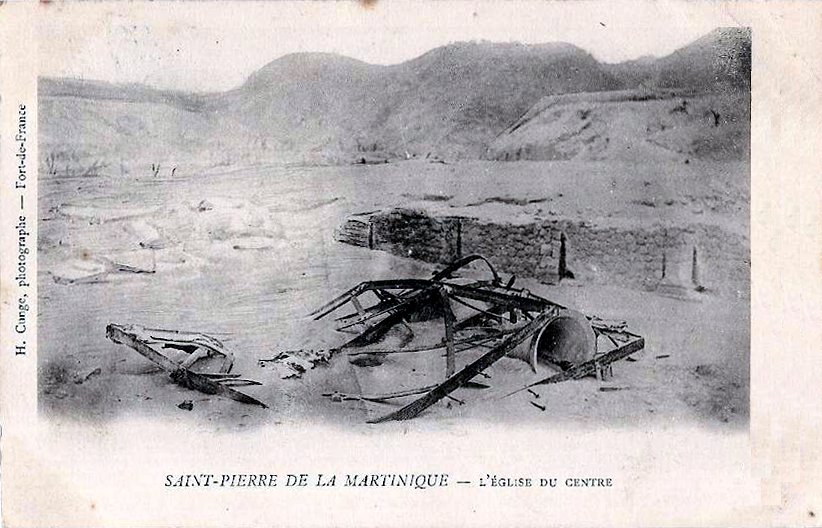
Soubassement et une cloche de l'église Saint-Étienne-du-Centre ruinée.

Le terrain sur lequel s'élevaient l'église du Centre et la caserne des Ursulines est aujourd'hui occupé par le stade Gabriel Suvélor.

## Description
L’église Saint-Étienne-du-Centre présentait peu d'intérêt au point de vue architectural, mais était assez remarquable pour sa riche ornementation
Dans l'église, un orgue Didier avait été installé avant 1888.

## Liste des curés de Saint-Étienne-du-Centre
- Augustin Lelièvre : 8 août 1851 - 1861
- Jean Louis Lucien Collière : 1861 - 1876
- Abbé Colomiès : 1877 - 1878
- Eugène Maillard : 1878 - 1892
- Louis Audrain : 1892 - 1893
- Georges Émile Bertot : 1893 - 8 mai 1902, et son vicaire le père Lechenault